# Княжская
Княжская — деревня в Ковровском районе Владимирской области России, входит в состав Клязьминского сельского поселения.

## География
Деревня расположена в 7 км на северо-восток от центра поселения села Клязьминский Городок и в 22 км на северо-восток от райцентра города Ковров близ автодороги 17К-5 Ковров — Мстёра.

## История
В 1 км на север от деревни располагалось село Якимово. Первое упоминание о Покровской церкви села Якимова имеется в окладной книге патриаршего казенного приказа под 1653 годом, где в селе числилось «двор попов, двор дьячков, двор пономарев, двор просвирнин, бобыльских три двора, да в приходе: помещиковых три двора, двор прикащиков, крестьянских 82 двора, бобыльских 9 дворов». Согласно отказной книге: «1700 года апреля 11-го отписано на Великого государя поместье умершей вдовы Авдотьи Васильевны жены Семена Романовича Пожарского... село Якимово, а в селе церковь деревянная, шатровая во имя Покрова Пресвятой Богородицы...». В октябре 1809 года в селе Якимове по благословению архиепископа Владимирского и Суздальского Ксенофонта была освящена новоустроенная деревянная Покровская церковь, но простояла она недолго. Уже в 1818 году прихожане стали ходатайствовать о разрешении построить каменный храм, который и воздвигли к 1829 году: небольшой по размерам, о пяти куполах, с трехъярусной колокольней. Храм прозывался по-прежнему в честь Покрова Пресвятой Богородицы с теплым приделом во имя святого пророка Божия Илии. Вокруг церкви была устроена каменная ограда.
В конце XIX — начале XX века деревня Княжская входила в состав Санниковской волости Ковровского уезда, с 1926 года — в составе Осиповской волости. В 1859 году в деревне числилось 11 дворов, в 1905 году — 10 дворов, в 1926 году — 18 дворов.
С 1929 года деревня входила в состав Ширилихинского сельсовета Ковровского района, с 1940 года — в составе Репниковского сельсовета, с 1954 года — в составе Санниковского сельсовета, с 2005 года — в составе Клязьминского сельского поселения.
В 1965 году с деревней объединена упразднённая деревня Гужиха.

## Население
| 1859 | 1905 | 1926 | 2002 | 2010 | 2021 |
| ---- | ---- | ---- | ---- | ---- | ---- |
| 82   | ↘61  | ↗105 | ↘28  | ↘19  | ↗54  |

## Достопримечательности
Рядом с деревней на погосте Якимово находится Церковь Покрова Пресвятой Богородицы, церковь восстанавливается, к праздникам проходят службы .